# Hamza Studio

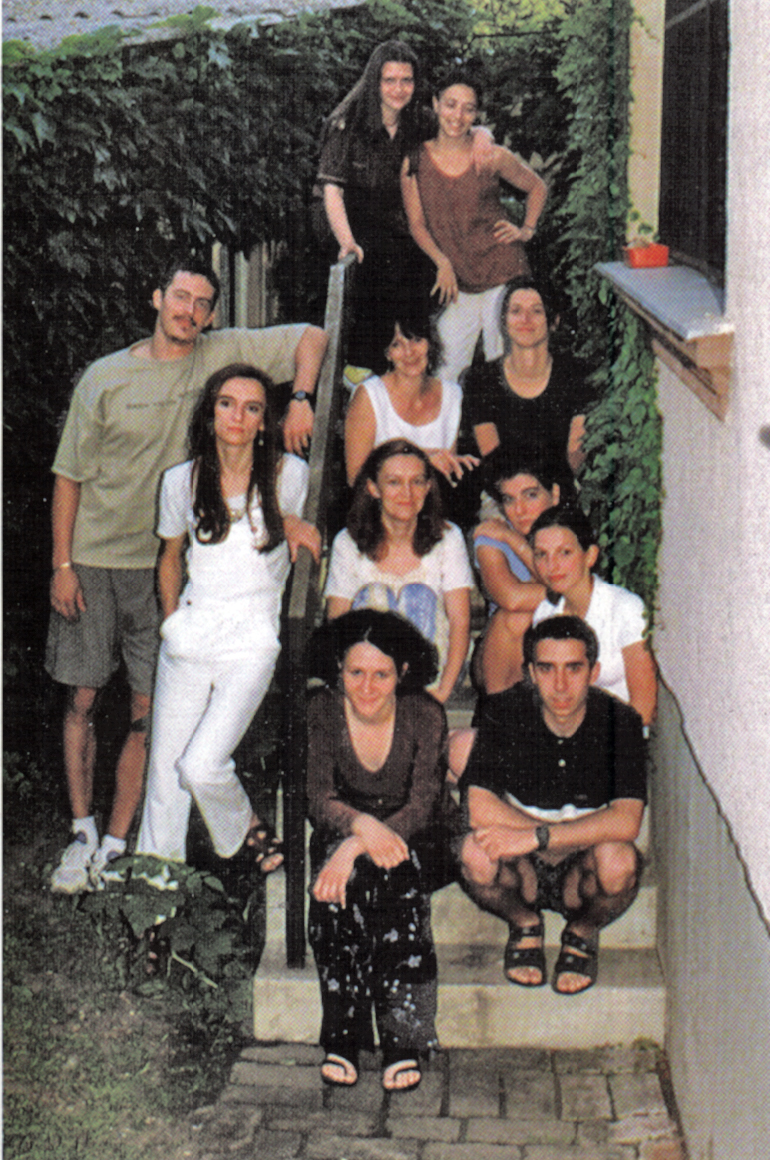
A Hamza Studio tagjai 2000-ben

A Hamza Studio 1999. július 1-jén alakult művészeti csoport Jászberényben. Tagjai olyan fiatal művészek, akik művészeti szakirányú diplomával rendelkeztek. A csoport alakulásához jelentősen hozzájárult és munkájukat nagyban segíti a Hamza Múzeum, amiért cserébe a Studio tagjai rendszeresen friss, új munkákat adományoznak a Múzeumnak.
A Studio fennállása során összesen 22 művész fordult meg a csoportban, jelenleg 14 aktív tagja van, akik rendszeresen együtt állítanak ki.

## A Hamza Studio története

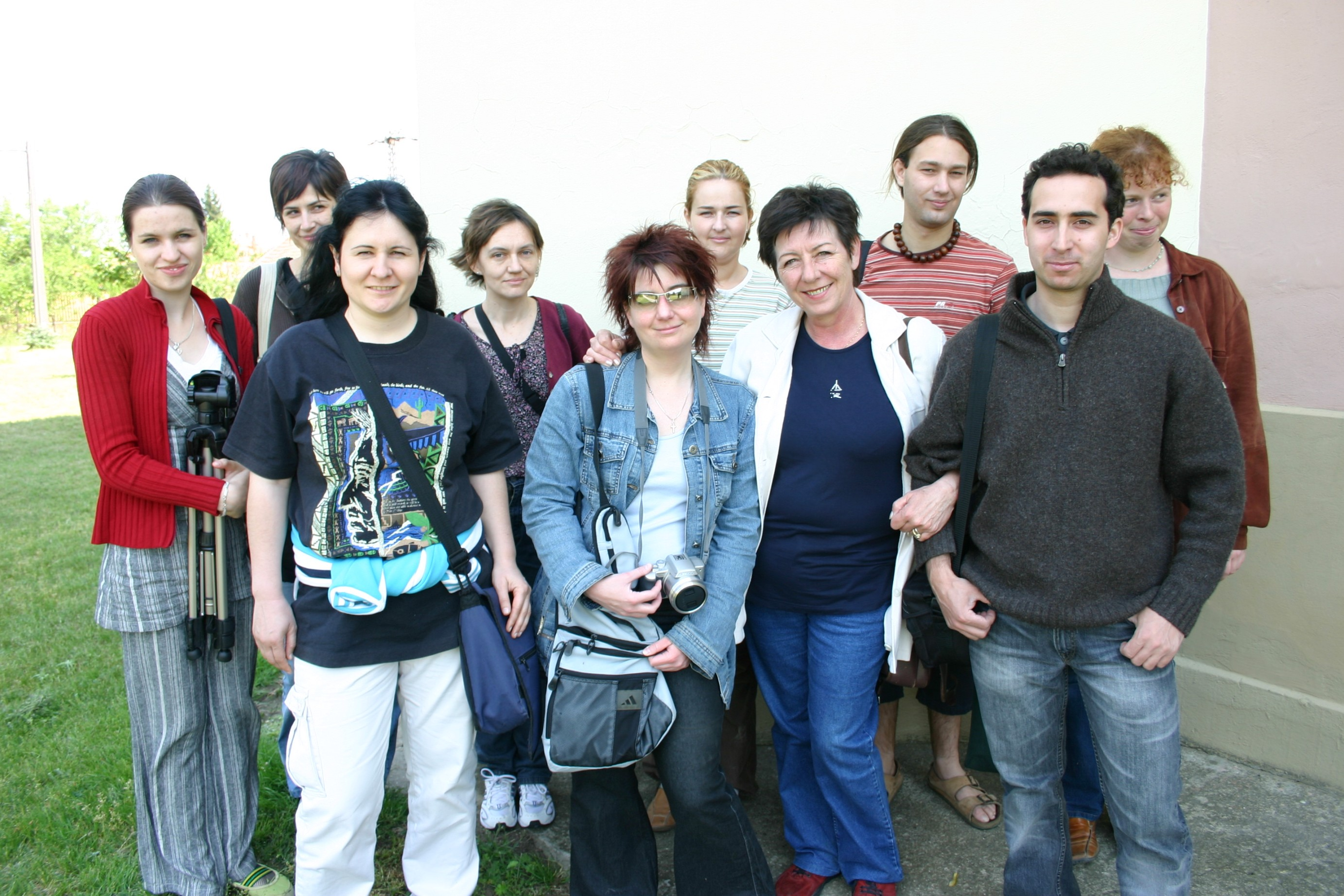
Hamza Studio 2006

A csoport szervezése 1998-ban kezdődött, mikor Nagy Ildikó kezdeményezésére művészeti főiskolákat végzett barátaival együtt felkeresték Jászberény város képzőművészeti múzeumát, a Hamza Múzeumot. Ezáltal kapcsolatba kerültek B. Jánosi Gyöngyivel, a múzeum akkori igazgatójával. Az intézménynek és a fiataloknak közös céljaik voltak: az időtálló, igényes, kortárs művészetek pártfogása, terjesztése és művelése. Ezen alapelvek elfogadása után 1999. július 1-jén tizenkét taggal megalakult a Hamza Studio.
Alapító tagjai:
- Balla Orsolya,
- Bartos Kinga,
- Beluzsár Csaba,
- Demény Andrea,
- Fehér Judit,
- Kovács Zsigmond,
- Kugler Erika,
- Máté Eszter,
- Nagy Ildikó,
- Palkovits Edina,
- Szabó Lívia
- Szőke-Hencz Nóra.

A Hamza Múzeum és Jász Galéria Közalapítvány azóta is a fő támogatója és pénzügyi lebonyolítója a csoportnak.
2002-re a város kulturális életének egyik meghatározó tényezőjévé váltak, rendszeres szereplői lettek a helyi médiumoknak (Jászkürt című hetilap, Trio Tv) és városi kulturális eseményeknek (pl.: Jászberényi Nyár rendezvényei, Magyar Kultúra Napja rendezvények). Lehetőségük volt több más településen is bemutatkozni (Jászdózsa, Jászárokszállás, Gyöngyös, Szolnok, Conselve), melyek közül a Szolnoki Művésztelepen megrendezett tárlatuk emelkedik ki jelentőségében. Tíz év alatt több tagcserén is átesett a csoport.
A Studio kiállításai általában tematikusak, egy téma köré épülnek. A közös téma mégis beláthatatlan szabadságot biztosít az alkotóknak.

## Egri Máriaművészettörténész a Hamza Studióról
„Tíz évvel ezelőtt néhány tanulmányait folytató, illetve művészeti szakon végzett fiatal úgy döntött, a pályára lépve sem engedik el egymás kezét; s a közös műhelymunka, kiállítások, az egymásra figyelés gyümölcsöző reményében létrehozták a Hamza Studiót. Jászberény, s a nemzetközi hírű filmrendező-festő-író, Hamza D. Ákos adományából szervezett múzeum adott otthont, biztosított hátteret számukra, s ma is ez az a fészek, ahová közös dolgaikra mindig visszatérnek.
A hol több, hol kevesebb résztvevővel, esetenként meghívott vendéggel bővülő erős kis mag minden tagja melenget valamennyit abból az isteni szikrából, amely a művészet sajátja. Alkotásra esküdtek és társultak. Műfajilag és stilárisan is más más irányban mozdulnak, a teremtés képességének adományáról azonban nem mondanak le. Egy adott téma köré szervezett kiállításuk számos kitűnő ötletről, humorról, kivitelezési megoldásról tanúskodik – mégsem vesznek el sem a technikai mechanizmusok, sem az önmagáért való játékok útvesztőiben. Holott az általuk is használt digitális eszközök, a szinte beavatkozás nélkül adaptálható programok, művészetnek titulált »blődlik« varázsa a náluk sokkal rafináltabbakat is hálójába ejti.
A művészet gyakorlata számukra az önismeret, az önmagára találás, s az önkifejezés kísérleteinek folyamata. Nyitottak minden pozitív benyomásra; vonalakra, színekre, hangokra, zenére, mozgásra, a szavak erejére. Munkáik bizonyítják, hogy felfogják és átlényegítik azokat. Saját lényükre-testükre szabják és továbbadják. Egymásnak, nekünk. Közös megnyilvánulásaik ezért teljesebbek is, mint az egy műfaji keretek közé szorított programok. S minthogy tematikusak, a résztvevők egyéni alkotói nyelvezetén keresztül érzékelhetjük mi is a fény, a tánc, a ritmikus próza szépségét.
A tehetséges fiatalok sokirányú műfaji és stiláris tevékenységében tükröződik az egyetemes kortárs művészet sokszínű trendje. De a tehetség szólásjogával sohasem visszaélve, mindig a közlés és a minőség igényével. Szándékukat valamikori tanáraik, művészetük által elfogadott mestereik vigyázzák. S ki-ki azt a szikrát, amely nemcsak adatott, de kötelez is. Az emberlét számára nélkülözhetetlen művészet nevében.”

## A Hamza Studio kiadványai
- Hamza Studio 2000,

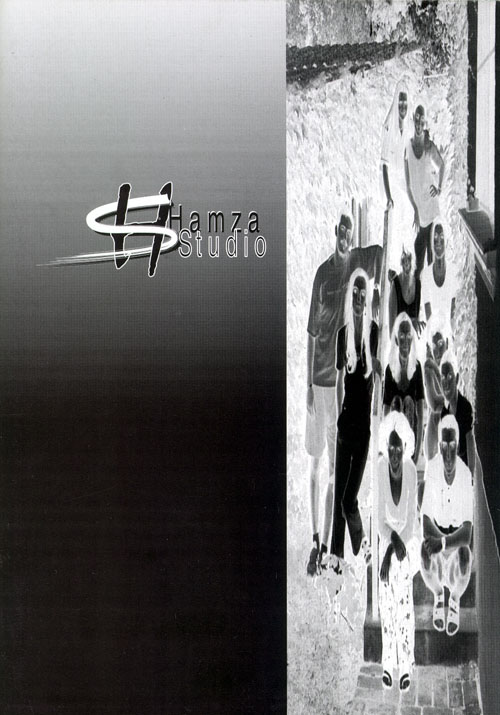
A Hamza Studio bemutatkozó kiadványa (2000)

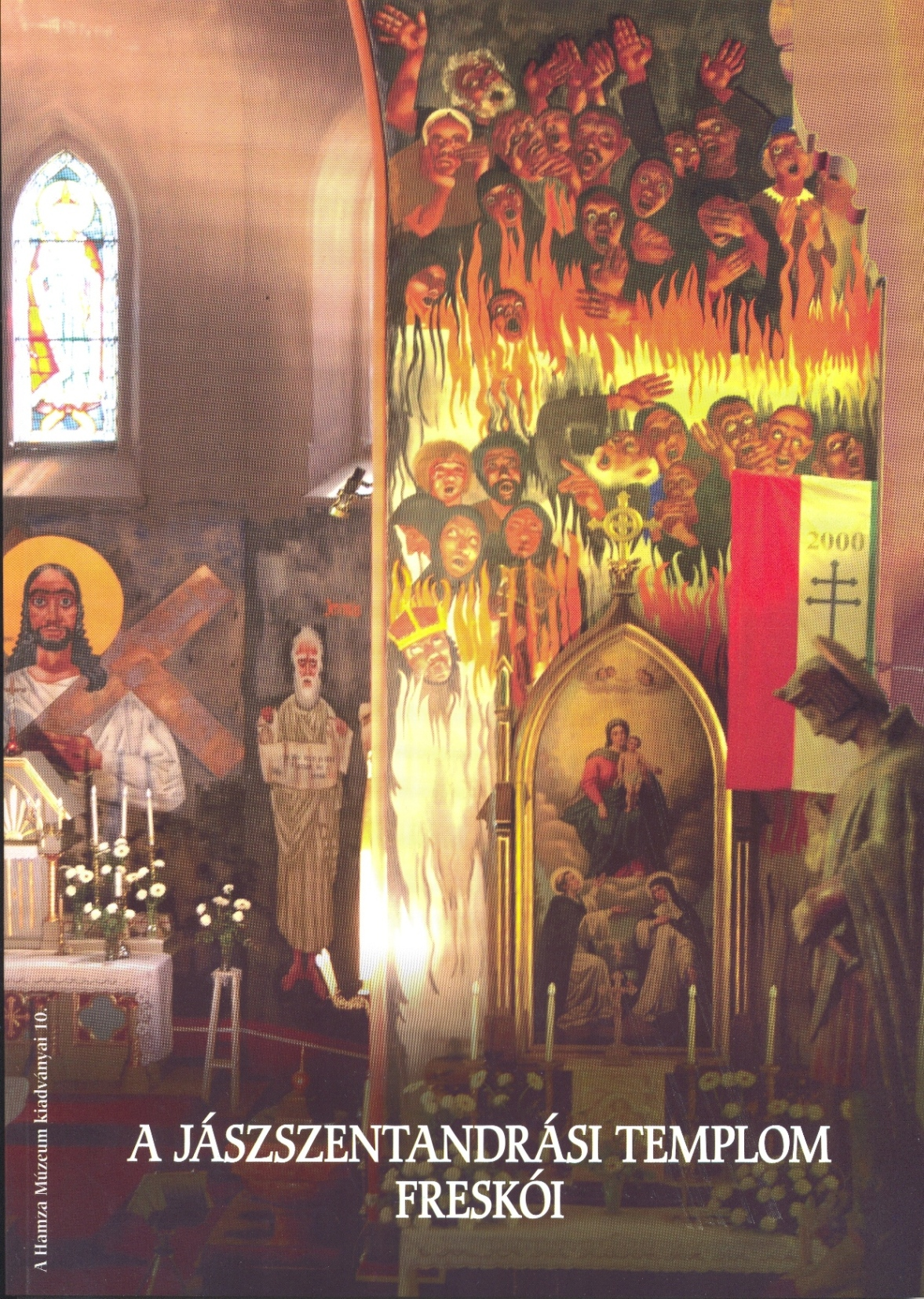
Hamza Studio-A Jászszentandrási templom freskói című albuma

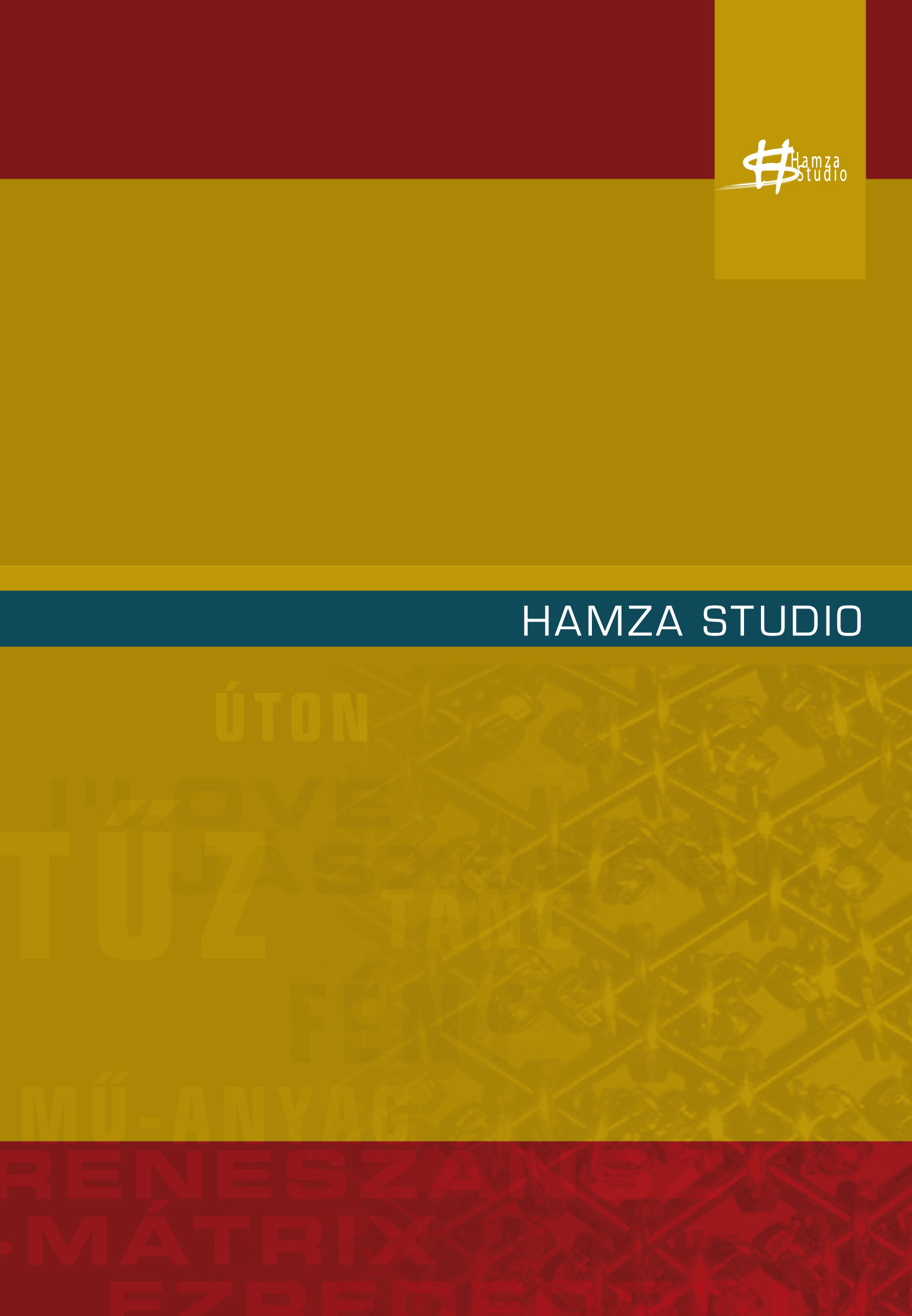
A Hamza Studio 2009-es katalógusa

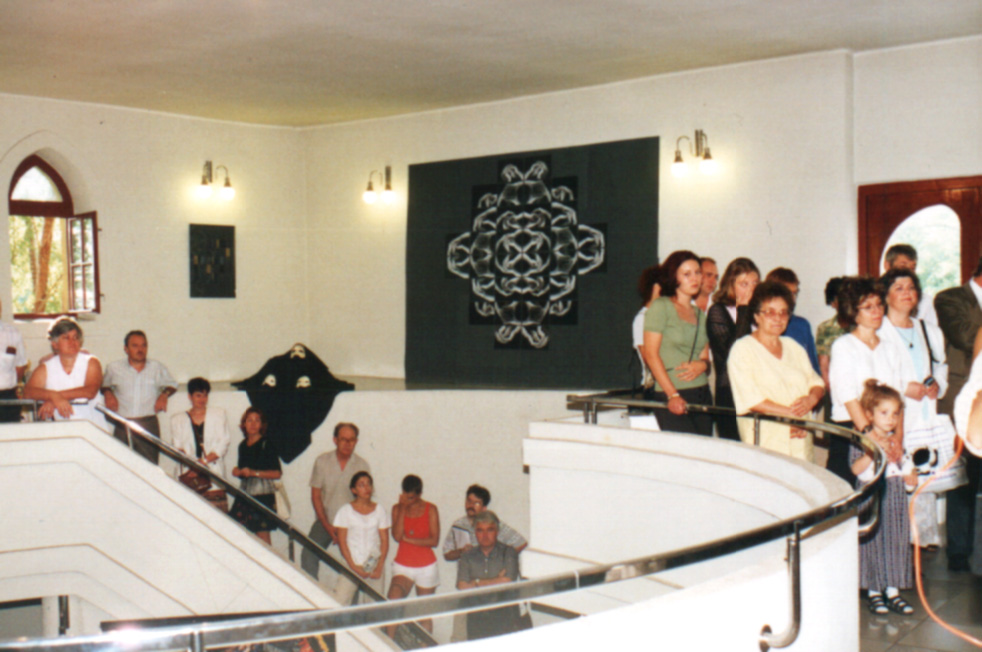
Hamza Studio-Fény (2000)

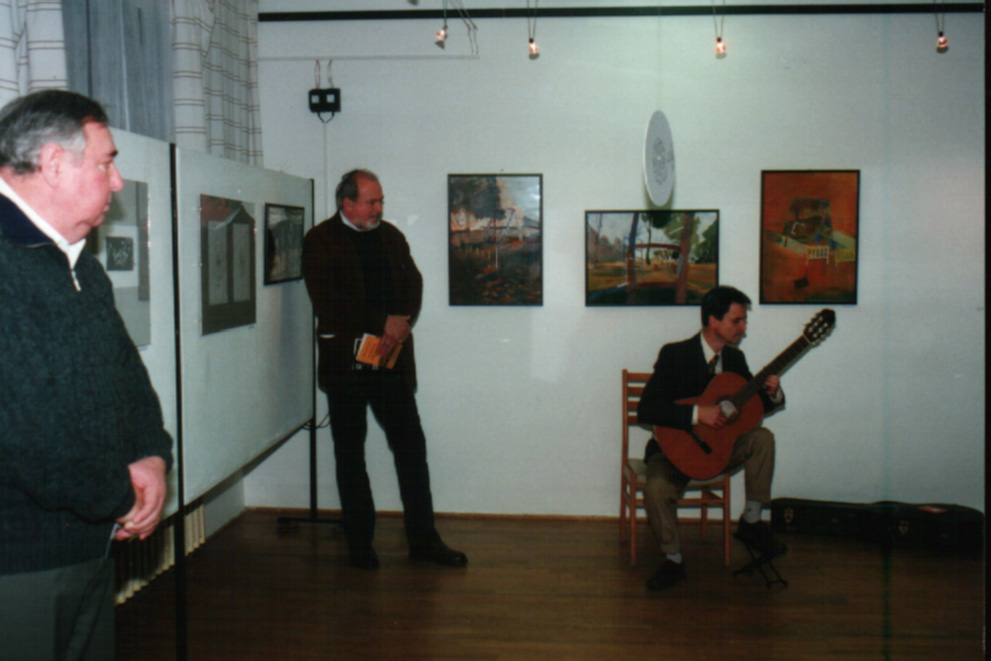
Hamza Studio-Korlátok

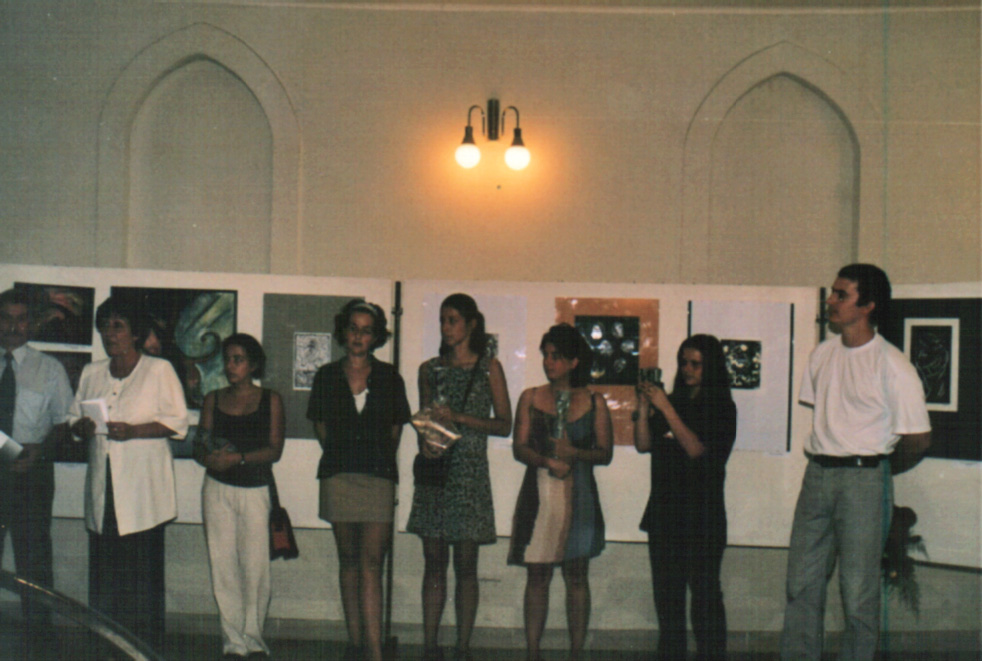
Hamza Studio-Tánc

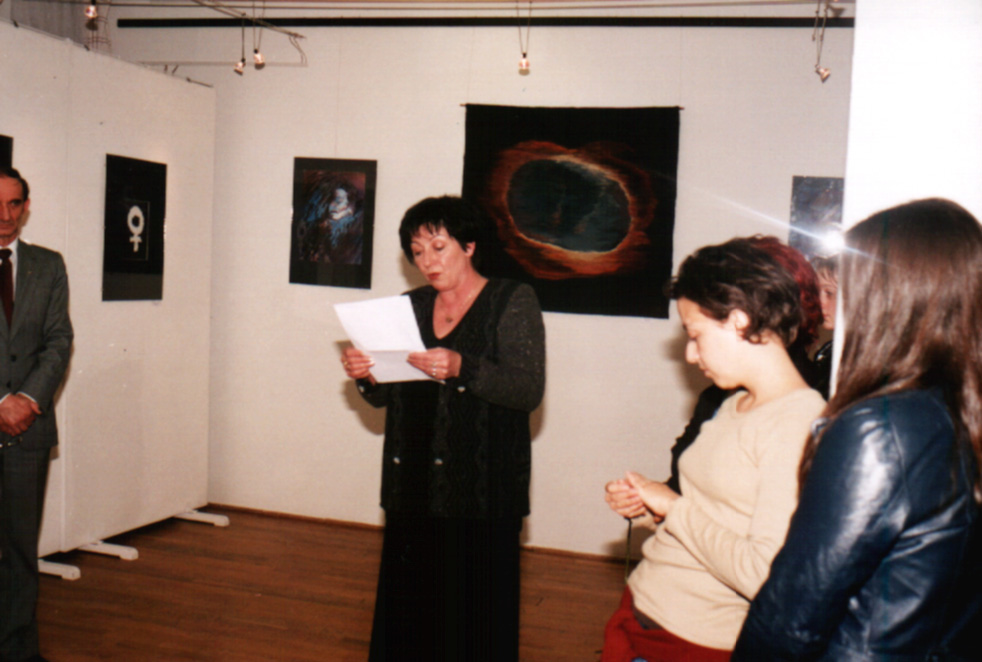
Hamza Studio-A nő

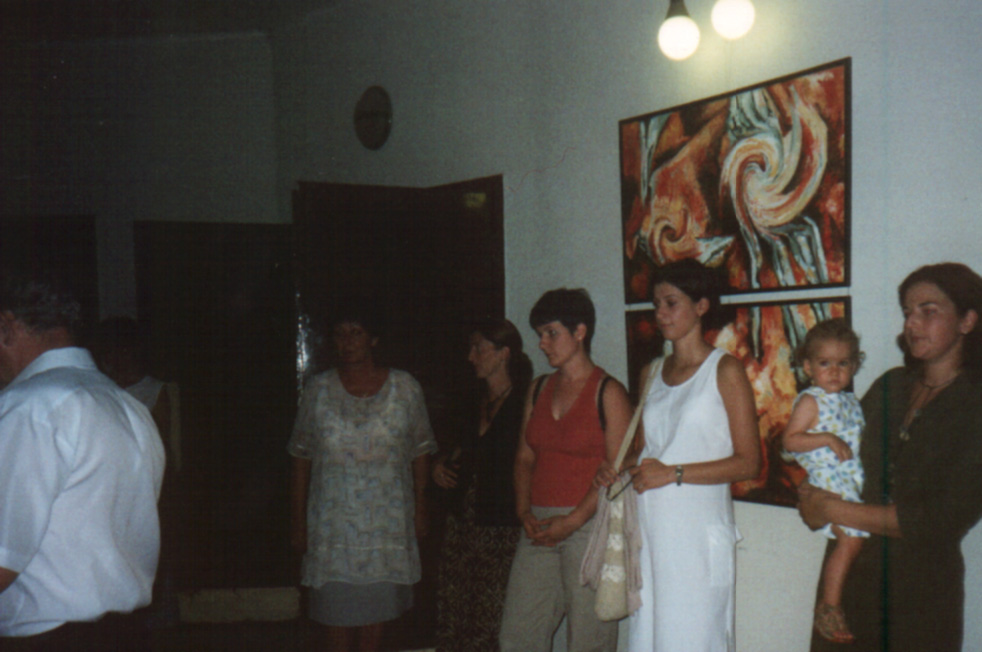
Hamza Studio-Tűz

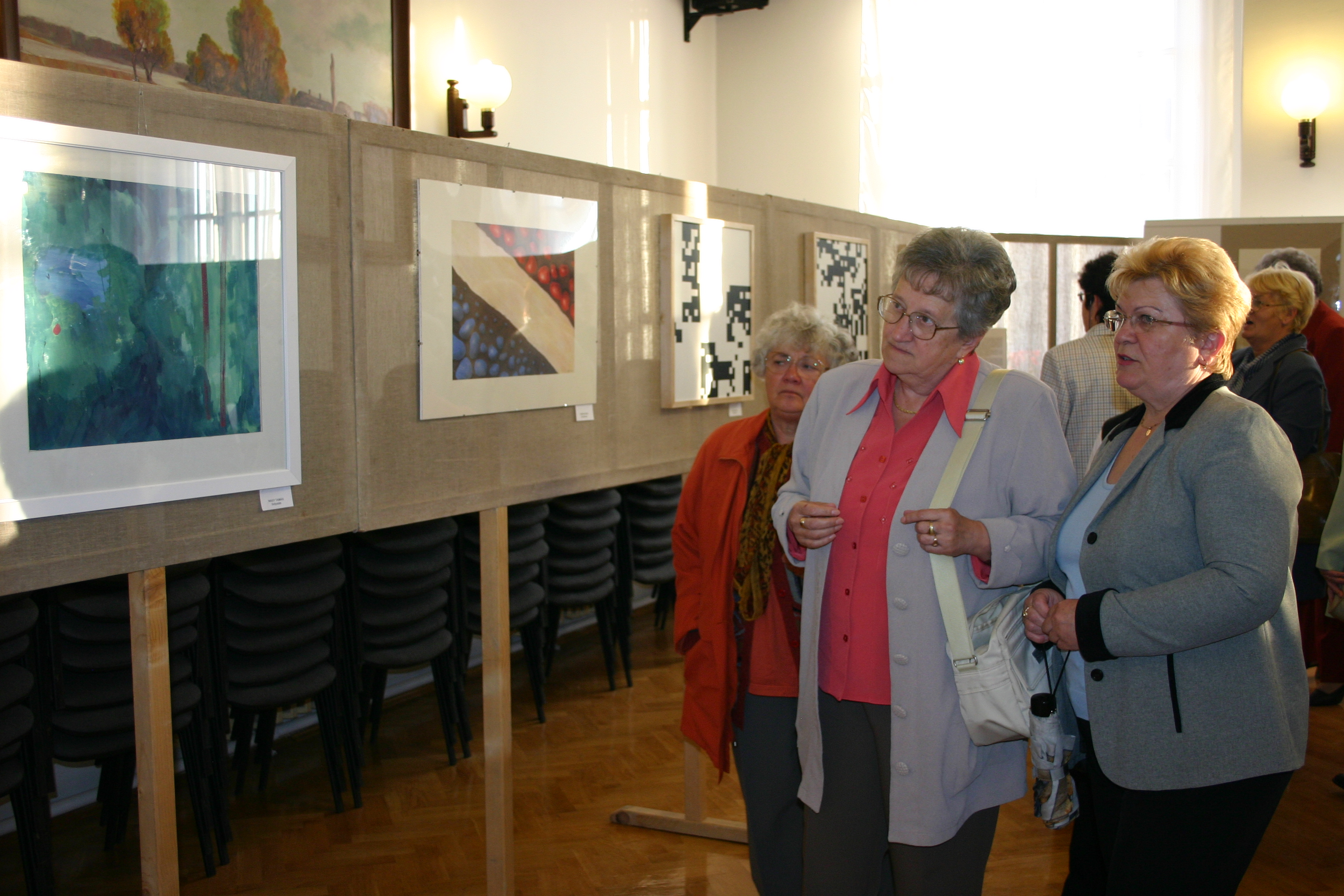
Hamza Studio-Természet

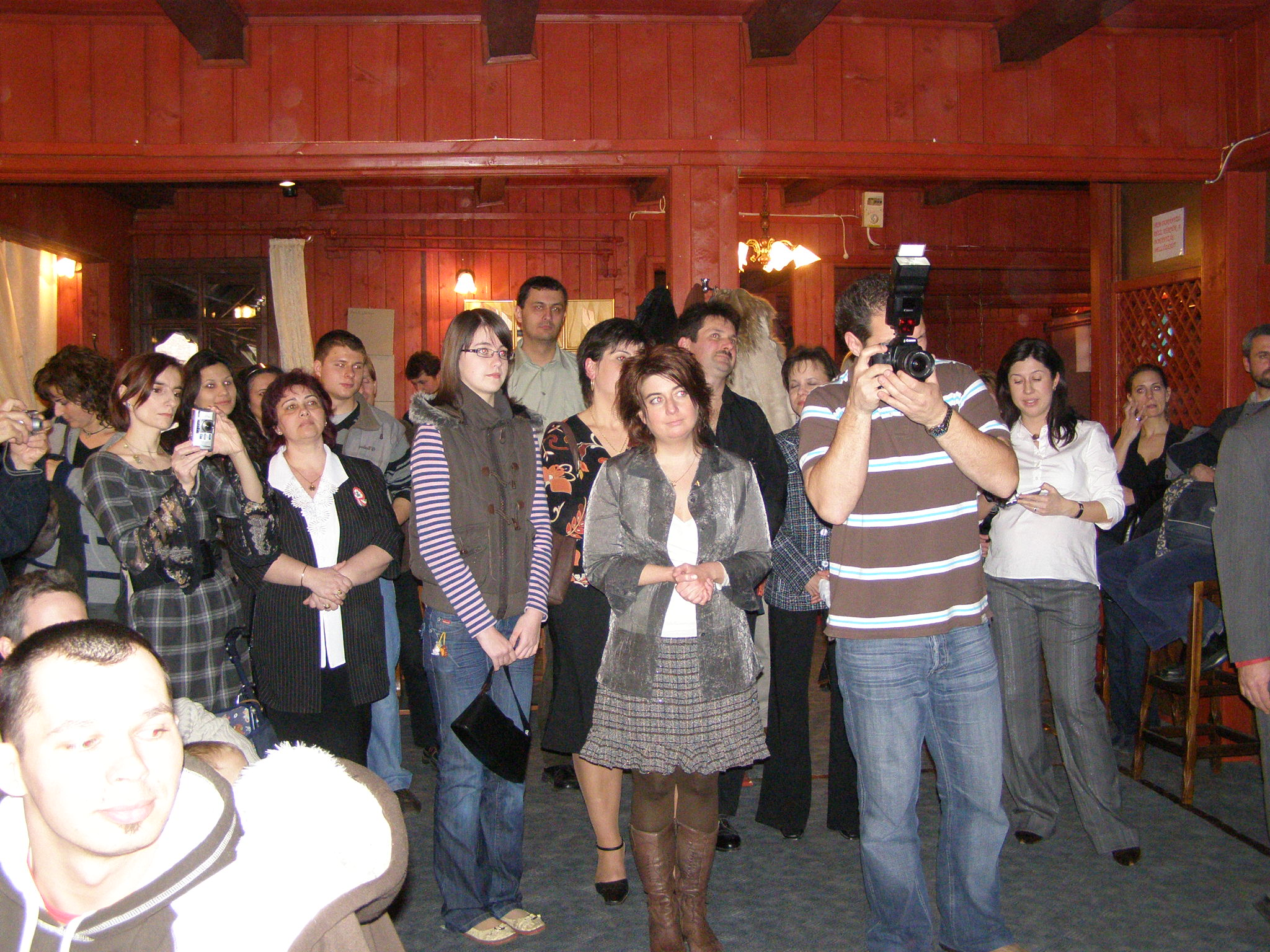
Hamza Studio-Úton

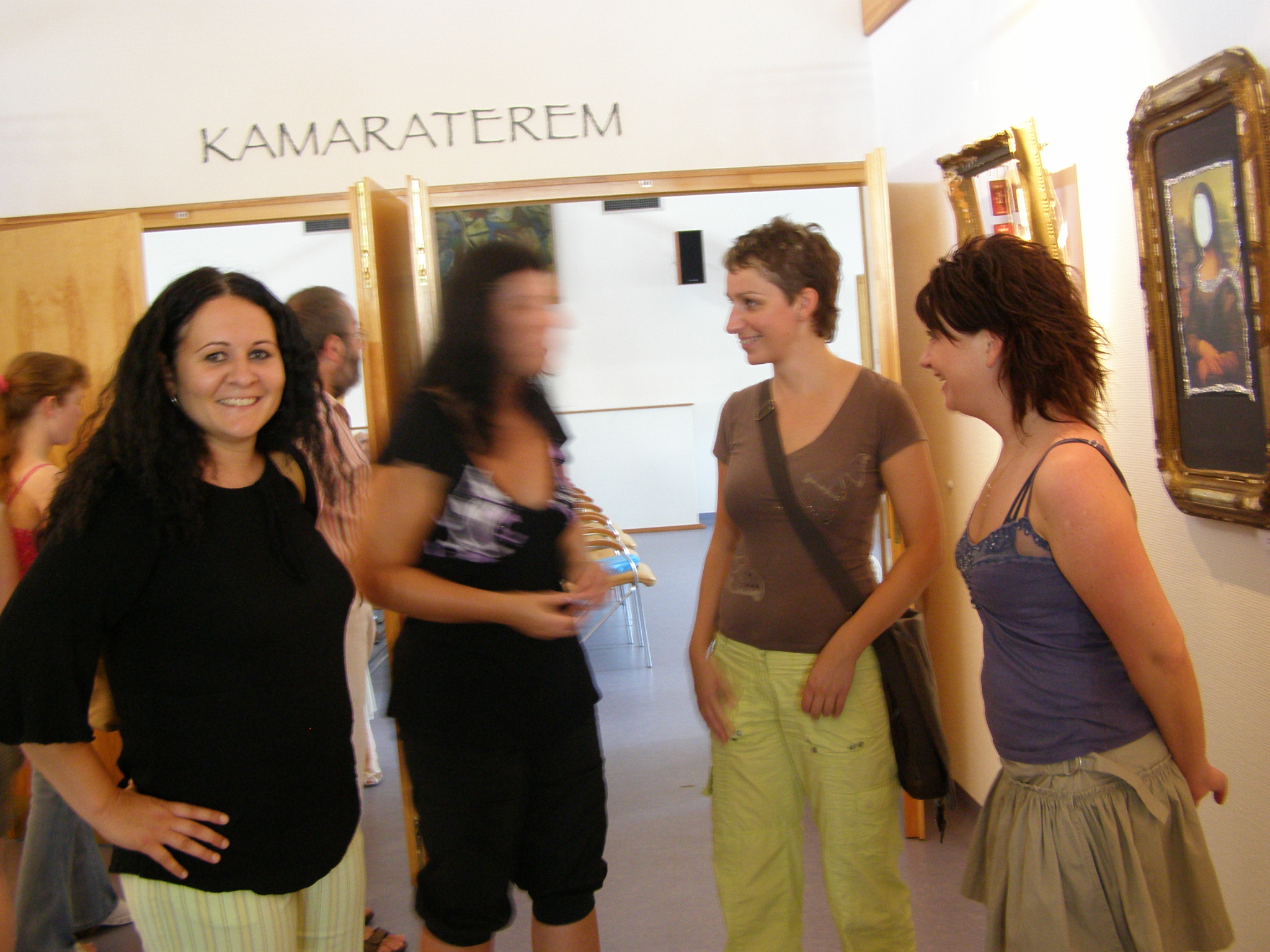
Hamza Studio-Reneszánsz-Mátrix

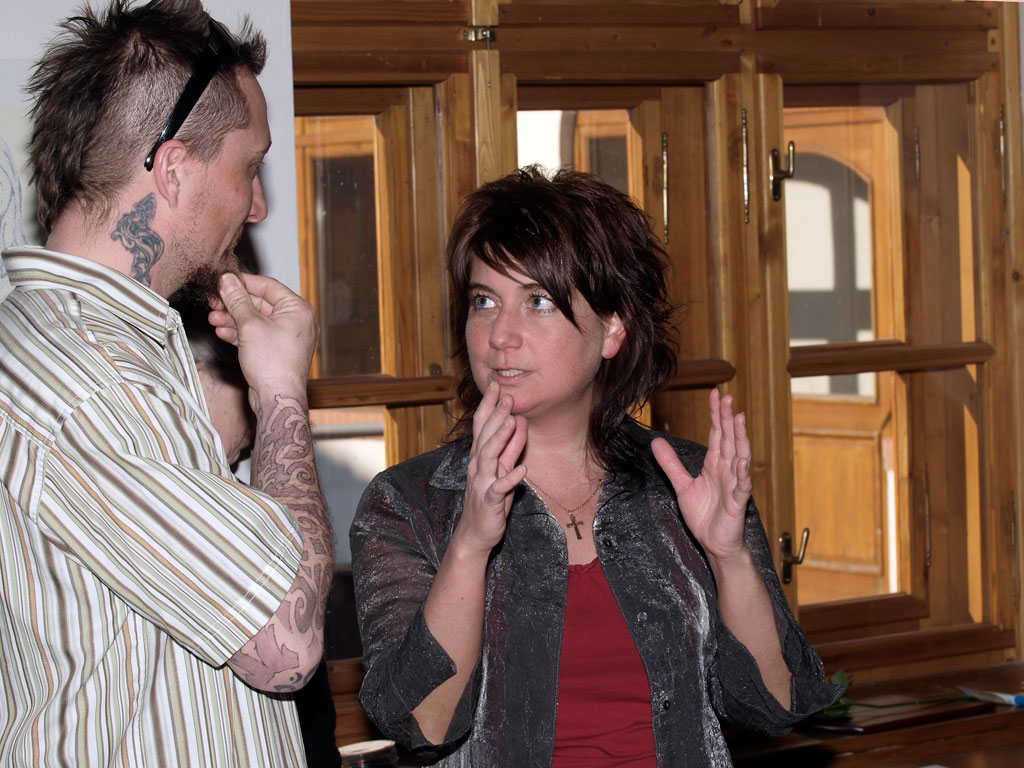
Hamza Studio és Kowalsky közös, Önarckép című kiállítása 2009

- A jászszentandrási templom freskói (képes album) 2007,
- Hamza Studio 2009.

A fenti kiadványok a Hamza Múzeum és Jász Galéria Közalapítvány gondozásában jelentek meg.

## A Hamza Studio tagsága
A 2009-es aktív tagság:
- Bak Ágnes,
- Bartos Kinga,
- Beluzsár Csaba,
- Berke Péter,
- Demény Andrea,
- Farkas Edit,
- Kerekné Mihalik Judit,
- Kovács Zsigmond,
- Kowalsky Balázs Gyula
- Kugler Erika,
- Nagy Ildikó,
- Nagy Tamás,
- Papp Anett,
- Szabó Lívia,
- Szabóné Lengyel Eszter.

## A Hamza Studio vendégművészei
A kiállítók rendszeresen meghívnak vendég alkotókat is tematikus tárlataikra. Általában olyan művészekről van szó, akik munkásságukkal illeszkednek az adott tematikai rendszerbe.
- Benke Éva (Tűz),
- Jakab Ágnes (A nő),
- Melis Gergő (Tűz),
- Molnár Annamária (Fény),
- Szántói Krisztián (MAGYARázat),
- Szvet György (Természet),
- Tóth Alexa (Tánc),

## A Hamza Studio kiállításai
- 2000 – Ezredforduló (Jászberény) (2000)
- Pilinszky illusztrációk (Jászberény) (2000)
- Fény (Jászberény) (2000)
- Fény – Válogatás (Jászdózsa) (2000)
- Korlátok (Jászberény) (2001)
- Tánc (Jászberény) (2001)
- A Nő (Jászberény) (2002)
- Mű – Anyag (Jászberény) (2002)
- Tűz (Jászberény) (2003)
- I love Jászberény (Jászberény) (2004)
- Grafikák (Jászberény) (2004)
- Ennyi…(Szolnok) (2005)
- Zene (Jászberény) (2006)
- A jászszentandrási Aba-Novák freskók (Jászberény)(2006)
- Természet (Jászárokszállás) (2007)
- Úton (Jászberény) (2008)
- Reneszánsz – Mátrix (Jászberény) (2008)
- Reneszánsz – Mátrix (Jászfényszaru)(2008)
- Válogatás (Gyöngyös) (2008)
- A Jászszentandrási Aba-Novák Freskók (Jászárokszállás) (2009)
- Önarckép – Nézz szembe önmagaddal (Jászberény) (2009)
- I love Jászberény (Olaszország – Conselve) (2009)
- MAGYARázat (Jászberény) (2009)

## A Hamza Studio bibliográfiája
- Megalakult a Hamza Studio In: Új Néplap, X. évfolyam, 215. szám, Szolnok, 1999. szeptember 15.
- Költészet Napja In: Jászkürt, XII. évfolyam, 14. szám, Jászberény, 2000. április 8. 8. p.
- Hamza Studio – Jászberény (katalógus). (Szerk.: DEMÉNY ANDREA). Hamza Múzeum Alapítvány, Jászberény, 2000.
- Görbe Szilvia: Fényes Kezdetek In: Jászkürt, XII. évfolyam, 31. szám, Jászberény, 2000. augusztus 5. 8. p.
- A Hamza Studio Jászdózsán In: Jászkürt, XII. évfolyam, 42. szám, Jászberény, 2000. október 21. 2. p.
- Görbe Szilvia: Egyedi és egyetlen In: Jászkürt, XII. évfolyam, 48. szám, Jászberény, 2000. december 2. 2. p.
- Kiállítás In: Jászkürt, XIII. évfolyam, 1. szám, Jászberény, 2001.január 13.
- Görbe Szilvia: A Magyar Kultúra Napja In: Jászkürt, XIII. évfolyam, 3. szám, Jászberény, 2001. január 27. 13. p.
- Görbe Szilvia: Művészi Táncok In: Jászkürt, XIII. évfolyam, 31. szám, Jászberény, 2001.augusztus 11. 11. p.
- A Jászsági Képzőművészek Arcképcsarnoka (Kislexikon). (Szerk.: B. Jánosi Gyöngyi), Hamza Múzeum és Jász Galéria Közalapítvány, Jászberény, 2002.
- Kiállítások nyíltak In: Jászkürt, XIV. évfolyam, 30. szám, Jászberény, 2002. augusztus 3. 11. p.
- Darázs Melinda: Tűz – A Lehel Filmszínházban In: Jászkürt, XV. évfolyam, 30. szám, Jászberény, 2003. augusztus 2. 2. p.
- Farkas Ferenc: Berényi „képek” In: Jászkürt, XVI. évfolyam, 31. szám, Jászberény, 2004. augusztus 7.
- Farkas Edit: A Hamza Studio - hat év története In: A Hamza Múzeum Jubileumi Évkönyve 1995-2005 (Szerk.: B. Jánosi Gyöngyi); Hamza Múzeum és Jász Galéria Közalapítvány, Jászberény, 2005. 176-184 p.
- Fekete Éva, Kugler Erika, Sápi Judit: A képek Birodalma Rajz és vizuális kultúra 1. osztály. Nemzeti Tankönyvkiadó, Budapest, 2006.
- Farkas Ferenc: Tíz nap Firenzében In: Jászkürt, XVII. évfolyam, 1. szám, Jászberény, 2006. január 7. 6. p.
- Buschman Éva: A zene ihlette alkotások In: Jászkürt XVII. évfolyam, 3. szám, Jászberény, 2006. január 21.
- Buschman Éva: Kiállítás a Hamza Múzeumban. Aba-Novák Vilmosra emlékeztek In: Jászkürt, XVIII. évfolyam, 30. szám, Jászberény, 2006. július 29. 7. p.
- Góg Zoltán: Fotópályázat: Aba-Novák freskók reflektorfényben In: Jászkürt, XVIII. évfolyam, 28. szám, Jászberény, 2006. július 15. 6. p.
- B. Jánosi Gyöngyi: A Jászszentandrási Aba-Novák Freskók. Fotókiállítás a jászberényi Hamza Múzeum és Jász Galériában In: Magyar Múzeumok 2006/4 (tél) 53-55 p.
- Regényi Attila, Regényi Krisztián: Európai festőművészek, grafikusok 1246-2006 Művészeti zseblexikon, Művészeti lexikon sorozat. Műszaki Szövetkezet, 2007, 243. p.
- Buschman Éva: Teret hódít a vizuális művészet In: Jászkürt XIX. évfolyam, 20. szám, Jászberény, 2007. május 19. 4. p.
- Kiss Erika: Szobrok a Jászságban In: Jászkürt XIX. évfolyam, 30. szám, Jászberény, 2007. július 28. 7. p.
- A Jászszentandrási templom freskói (Szerk.: B. Jánosi Gyöngyi). Hamza Múzeum és Jász Galéria Közalapítvány, Jászberény, 2007.
- Buschman Éva: Guinness-rekord egy jászberényitől In: Jászkürt XX. évfolyam, 10. szám, Jászberény, 2008. március 10.
- Kiállítás a Königbräuban In: Jászkürt XX. évfolyam 11. szám, Jászberény, 2008. március 14. 2. p.
- Buschman Éva: Úton - Kiállítás a Königbräuban In: Jászkürt XX. évfolyam 12. szám, Jászberény, 2008. március 21. 2. p.
- Farkas Ferenc: Reneszánsz-mátrix In: Jászkürt, XX. évfolyam, 32. szám, Jászberény, 2008. augusztus 9.
- Kiállítás ajánló In: Jászkürt, XX. évfolyam, 33. szám, Jászberény, 2008. augusztus 16.
- A Hamza Studio munkáit állítják ki In: Új-Néplap, XIX. évfolyam, Szolnok, 2008. október 9. 5. p.
- Kiállítás Gyöngyösön In: Jászkürt, XX. évfolyam, 44. szám, Jászberény, 2008. október 31. 3. p.
- Nagy Tamás: A Hamza Studio kiállítása, új kiadványa In: Jászkürt, XX. évfolyam, 46. szám, Jászberény, 2008. november 15. 2. p.
- Bordás Borbála: Reneszánsz Mátrix In: Mi újság Fényszarun?, XIX. évfolyam, 10. szám, 2008. október 2. p.
- Nagy Tamás: Hamza Studio (Szakdolgozat), Szeged, 2008.
- A Hamza Stúdió fotókiállítása lesz Jászárokszálláson In: Új Néplap, XX. Évfolyam, Szolnok, 2009. január 22. 5.p
- Katalógus készült In: Jászkürt, XXI. Évfolyam, Jászberény, 2009. január 24. 2. p.
- Góg Zoltán: Hamza Gyűjtemény és Jász Galéria In: Új Néplap, Jászsági Civil Kurázsi, XX. Évfolyam, Szolnok, 2009. január 27. 6. p.
- Hamza-katalógus In: Új Néplap, Jászsági Civil Kurázsi XX. évfolyam, Szolnok, 2009. január 27. 16. p.
- Demény Andrea, Farkas Edit, Góg Zoltán, Nagy Tamás: Hamza Studio 2009 – Jászberény (katalógus). Hamza Múzeum és Jász Galéria Közalapítvány, Jászberény, 2009.
- Góg Zoltán: Tavaly is gyarapodott a Hamza Múzeum gyűjteménye In: Jászkürt, XXI. Évfolyam, Jászberény, 2009. január 31. 6. p.
- Tízévesek lettek a Hamza stúdiósok In: Új Néplap XX. évfolyam, 28. szám, Szolnok, 2009. február 3. 5. p.
- Zsíroskenyér-parti és katalógusbemutatás In: Új Néplap XX. évfolyam, 30. szám, Jászsági Grátisz III. évfolyam, 2. szám, Szolnok, 2009. február 5. 4. p.
- Hamza nap a Mozi előtt In: Jászkürt, XXI. Évfolyam, Jászberény, 2009. július 31. 6. p.

## Külső hivatkozások
- Hamza Múzeum és Jász Galéria Közalapítvány
- Hamza Studio-Nézz szembe önmagaddal című kiállítása 01. [www.youtube.com]
- Hamza Studio-Nézz szembe önmagaddal című kiállítása 02. [www.youtube.com]
- Bemutatkozik a Hamza Studio és a Hamza Múzeum [www.youtube.com]
- A Hamza Studio 2009-es katalógusának bemutatója [www.youtube.com]
- Hamza Studio-Reneszánsz-Mátrix[www.youtube.com]
- Hamza Studio-Úton[www.youtube.com]
- Hamza Studio-MAGYARázat 01[www.youtube.com]
- Hamza Studio-MAGYARázat 02[www.youtube.com]
- Hamza Studio-Válogatás 01(Gyöngyös)[www.youtube.com]
- Hamza Studio-Válogatás 02(Gyöngyös)[www.youtube.com]